# Liste der Biografien/Schneider
Liste der Biografien |
Portal Biografien |
Personensuche
# |
A |
B |
C |
D |
E |
F |
G |
H |
I |
J |
K |
L |
M |
N |
O |
P |
Q |
R |
S |
T |
U |
V |
W |
X |
Y |
Z |
?
 
Sa |
Sb |
Sc |
Sd |
Se |
Sf |
Sg |
Sh |
Si |
Sj |
Sk |
Sl |
Sm |
Sn |
So |
Sp |
Sq |
Sr |
Ss |
St |
Su |
Sv |
Sw |
Sy |
Sz
 
Sca–Sce |
Sch |
Sci–Scz
 
Scha |
Schc |
Schd |
Sche |
Schg |
Schi |
Schj |
Schk |
Schl |
Schm |
Schn |
Scho |
Schp |
Schr |
Schs |
Scht |
Schu |
Schv |
Schw |
Schy
 
Schna |
Schne |
Schni |
Schno |
Schnu |
Schny
 
Schneb |
Schnec |
Schned |
Schnee |
Schneg |
Schneh |
Schnei |
Schnek |
Schnel |
Schnep |
Schner |
Schnet |
Schneu |
Schnew |
Schney |
Schnez
 
Schneib |
Schneic |
Schneid |
Schneie |
Schneik |
Schneis |
Schneit
 
Schneida |
Schneide |
Schneidh |
Schneidl |
Schneidm |
Schneidr |
Schneidt
 
Schneidem |
Schneiden |
Schneider |
Schneidew
 
Schneider, A |
Schneider, B |
Schneider, C |
Schneider, D |
Schneider, E |
Schneider, F |
Schneider, G |
Schneider, H |
Schneider, I |
Schneider, J |
Schneider, K |
Schneider, L |
Schneider, M |
Schneider, N |
Schneider, O |
Schneider, P |
Schneider, R |
Schneider, S |
Schneider, T |
Schneider, U |
Schneider, V |
Schneider, W |
Schneider, Y |
Schneiderb |
Schneidere |
Schneiderf |
Schneiderh |
Schneiderl |
Schneiderm |
Schneidero |
Schneiders |
Schneiderw
Die Liste der Biografien führt alle Personen auf, die in der deutschsprachigen Wikipedia einen Artikel haben. Dieses ist eine Teilliste mit 54 Einträgen von Personen, deren Namen mit den Buchstaben „Schneider“ beginnt.

## Schneider
- Schneider (1835–1917), deutsche Radfahrerin

### Schneider S
- Schneider Schüttel, Ursula (* 1961), Schweizer Politikerin (SP)

### Schneider V
- Schneider von Arno, Joseph (1810–1857), österreichischer Generalmajor
- Schneider von Dillenburg, Franz (1799–1879), österreichischer Generalmajor

### Schneider-A
- Schneider-Ammann, Johann (* 1952), Schweizer Unternehmer und Politiker (FDP)

### Schneider-B
- Schneider-Braunberger, Andrea H. (* 1968), deutsche Historikerin
- Schneider-Bürger, Martha (1903–2001), deutsche Ingenieurin

### Schneider-C
- Schneider-Carius, Karl (1896–1959), deutscher Meteorologe
- Schneider-Clauß, Wilhelm (1862–1949), Kölscher Mundart Autor

### Schneider-D
- Schneider-Danwitz, Norbert (1934–2017), deutscher Jurist und Vizepräsident des Bundessozialgerichts
- Schneider-Davids, Eduard (1869–1970), deutscher Baumeister, Ingenieur, Baurat
- Schneider-Didam, Wilhelm (1869–1923), deutscher Porträtmaler der Düsseldorfer Schule

### Schneider-E
- Schneider-Edenkoben, Richard (1899–1986), deutscher Schriftsteller, Drehbuchautor, Regisseur und Maler
- Schneider-Esleben, Claudia (* 1949), deutsche Architektin, Designerin, Autorin und Kuratorin
- Schneider-Esleben, Evamaria (1922–2007), deutsche Dichterin
- Schneider-Esleben, Florian (1947–2020), deutscher MusikerFlorian Schneider-Esleben (1947–2020)

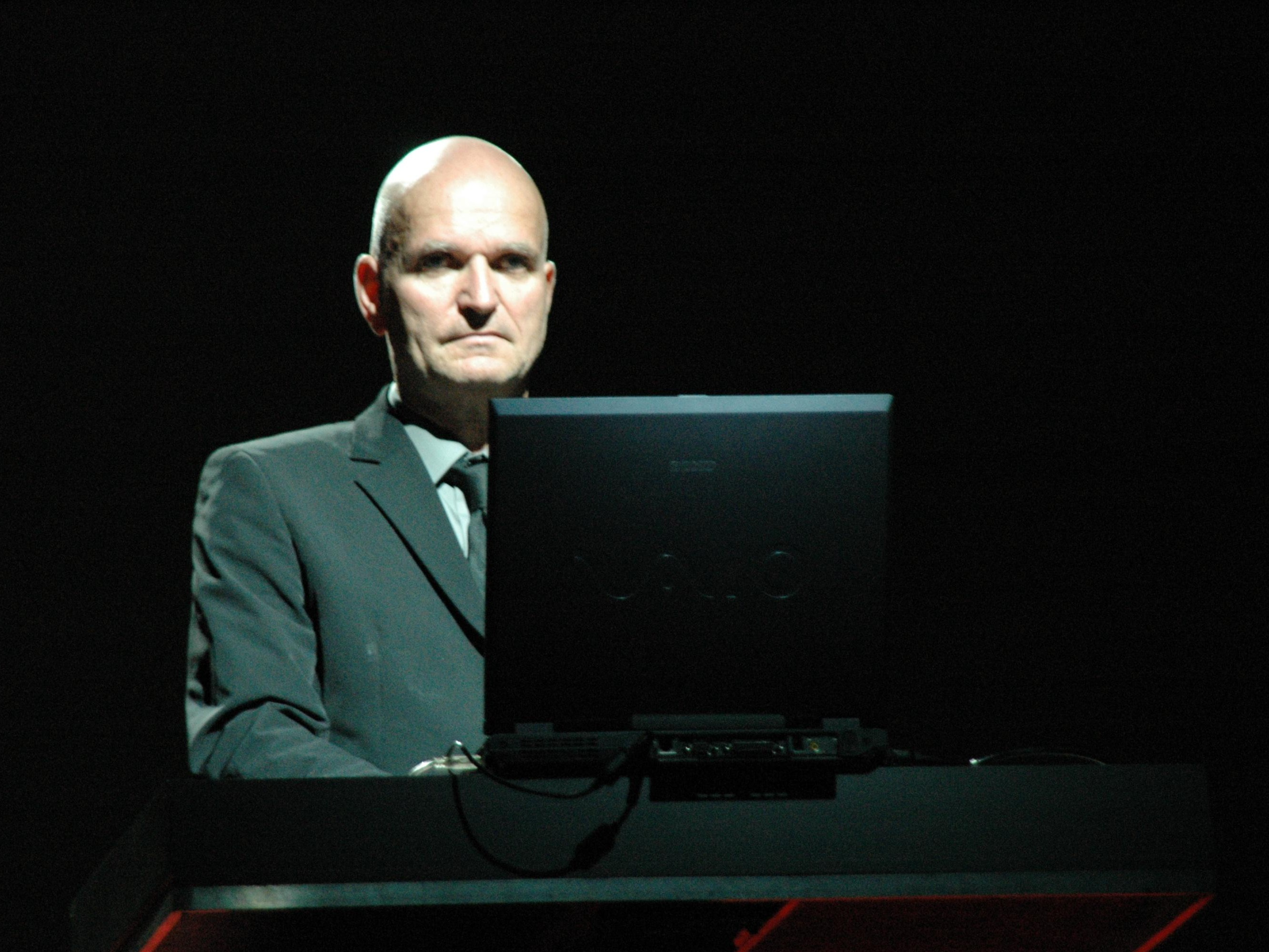
Florian Schneider-Esleben (1947–2020)

- Schneider-Esleben, Paul (1915–2005), deutscher Architekt

### Schneider-F
- Schneider-Flume, Gunda (1941–2024), deutsche evangelische Theologin und Regionalbischof
- Schneider-Foerstl, Josephine (1885–1973), deutsche Schriftstellerin
- Schneider-Forst, Angela (* 1963), deutsche Politikerin (CDU), MdL
- Schneider-Freyermuth, Ortwin Sam (* 1958), deutschamerikanischer Videospiel-Manager, Rechtsanwalt und Filmproduzent

### Schneider-G
- Schneider-Gärtner, Eva Maria (* 1964), deutsche Politikerin (AfD), MdL
- Schneider-Grube, Sigrid (* 1941), deutsche Pädagogin und Sozialarbeiterin

### Schneider-H
- Schneider-Harpprecht, Christoph (* 1955), deutscher evangelischer Theologe
- Schneider-Herrmann, Gisela (1893–1992), deutsch-niederländische Klassische Archäologin

### Schneider-J
- Schneider-Jacoby, Martin (1956–2012), deutscher Naturschützer und Biologe
- Schneider-Johne, Boris (* 1966), deutscher Computerspieletester

### Schneider-K
- Schneider-Kainer, Lene (1885–1971), österreichische Malerin
- Schneider-Kempf, Barbara (* 1954), deutsche Bibliothekarin und Kulturvermittlerin, Generaldirektorin der Staatsbibliothek zu Berlin
- Schneider-Kenel, Elsbeth (* 1946), Schweizer Politikerin
- Schneider-Kewenig, Alexander (1881–1963), deutscher Verwaltungsbeamter

### Schneider-L
- Schneider-Laub, Andre (* 1958), deutscher Hochspringer
- Schneider-Lengyel, Ilse (1903–1972), deutsche Fotografin, Kunsthistorikerin, Ethnologin, surrealistische Lyrikerin, Essayistin und Literaturkritikerin
- Schneider-Lenné, Ellen (1942–1996), deutsche Bank-Managerin
- Schneider-Ludorff, Gury (* 1965), deutsche Theologin, Professorin für Kirchengeschichte an der Augustana-Hochschule Neuendettelsau

### Schneider-M
- Schneider-Manns Au, Karl (1897–1977), österreichischer Politiker (VdU, FPÖ)
- Schneider-Manns Au, Rudolf (1935–2023), österreichischer Innenarchitekt und Bühnenbildner
- Schneider-Manzell, Toni (1911–1996), deutsch-österreichischer Bildhauer

### Schneider-O
- Schneider-Orelli, Otto (1880–1965), Schweizer Entomologe und Önologe

### Schneider-P
- Schneider-Postrum, Anton (1869–1943), deutscher Kunsterzieher und Maler
- Schneider-Pungs, Karl (1914–2001), deutscher Marineoffizier, Konteradmiral der Bundesmarine

### Schneider-R
- Schneider-Reichel, Margarete (1891–1944), Malerin und NS-Funktionärin

### Schneider-S
- Schneider-Schelde, Rudolf (1890–1956), deutscher Schriftsteller
- Schneider-Schlöth, Amalie (1839–1888), Schweizer Kochbuchautorin
- Schneider-Schneiter, Elisabeth (* 1964), Schweizer PolitikerinElisabeth Schneider-Schneiter (* 1964)

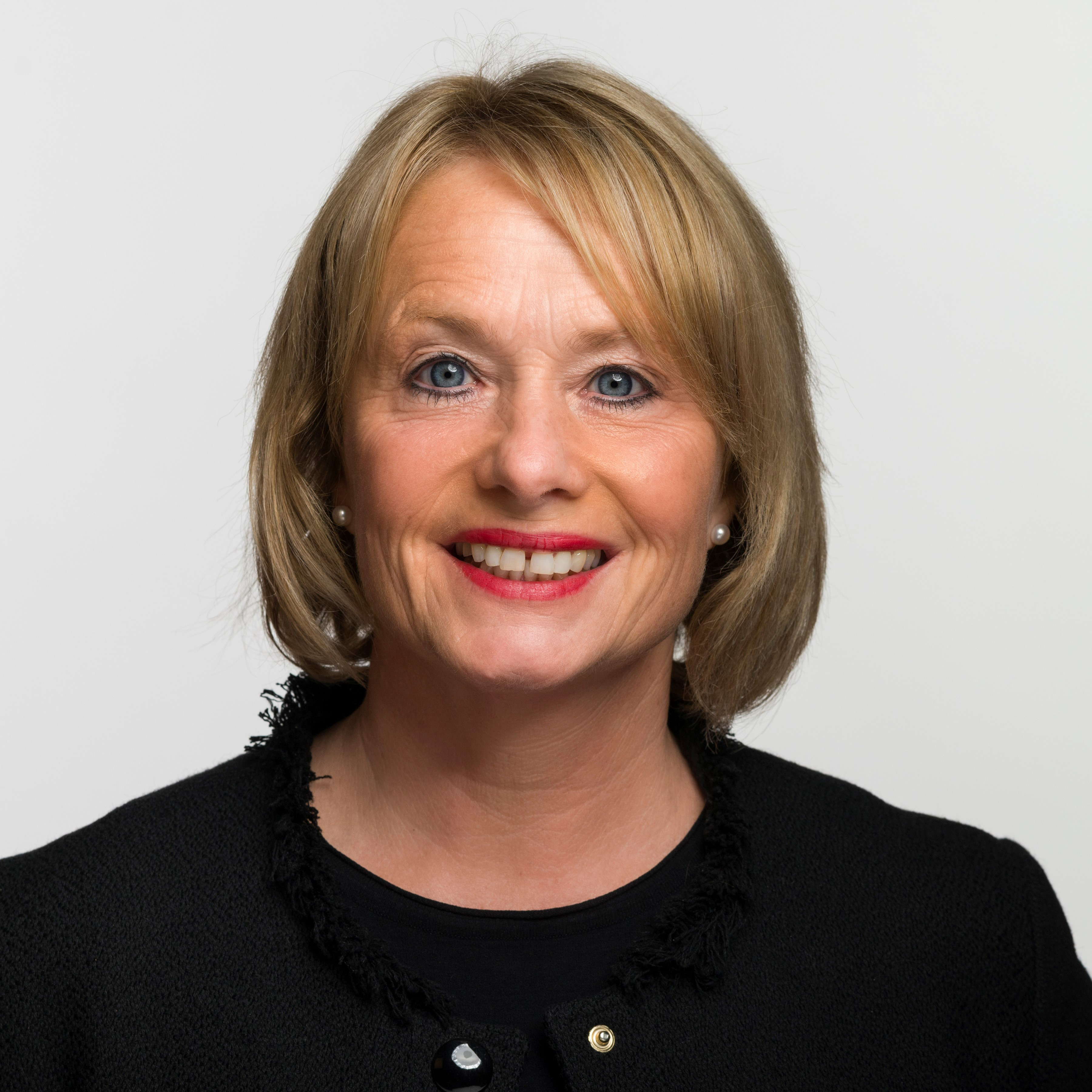
Elisabeth Schneider-Schneiter (* 1964)

- Schneider-Schott, Heinz (1906–1988), deutscher Musikverleger
- Schneider-Schulz, Ursula (1925–2015), deutsche Bildhauerin
- Schneider-Siemssen, Günther (1926–2015), deutsch-österreichischer Bühnenbildner
- Schneider-Stickler, Berit (* 1968), deutsche Phoniaterin und Sängerin

### Schneider-T
- Schneider-Taylor, Barbara (1960–2018), deutsche Pädagogin, Bildungswissenschaftlerin und Hochschullehrerin
- Schneider-Trnavský, Mikuláš (1881–1958), slowakischer Komponist und Dirigent

### Schneider-W
- Schneider-Wagentristl, Julia (* 1993), österreichische Politikerin (ÖVP), Landtagsabgeordnete
- Schneider-Wessling, Erich (1931–2017), deutscher Architekt und Hochschullehrer

### Schneider-Z
- Schneider-Zinner, Harald (* 1968), österreichischer Schachtrainer, Diplompädagoge, Autor und Schachveranstalter